# Christine Ludwig

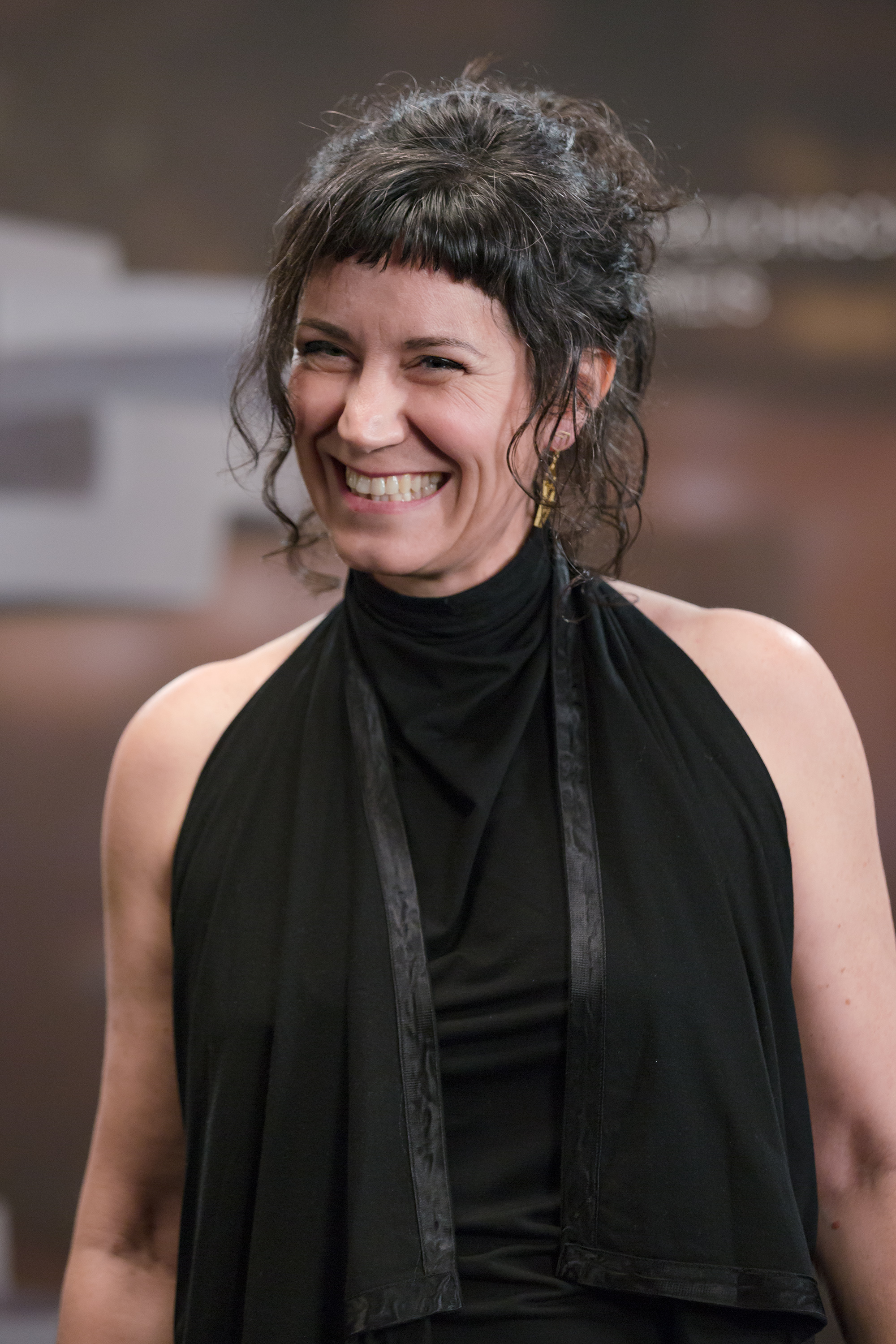
Christine Ludwig (2017)

Christine Ludwig (* 24. November 1972 in Eisenstadt) ist eine österreichische Kostümbildnerin.

## Leben
Nach ihrer Schulausbildung zog Christine Ludwig nach Wien, um an der weiterführenden Höheren Lehranstalt des Bundes für Mode und Bekleidungstechnik ihren Lehrabschluss als Damenkleidermacherin (Modezeichnen, Schnitttechnik und Schneiderei) zu erlangen. Nach einem Studium der Theaterwissenschaft und Kunstgeschichte 1992–94 belegte sie 1994–95 den Speziallehrgang für Bühnenkostüme, historische Schnitttechniken und Schneiderei und Modegeschichte.

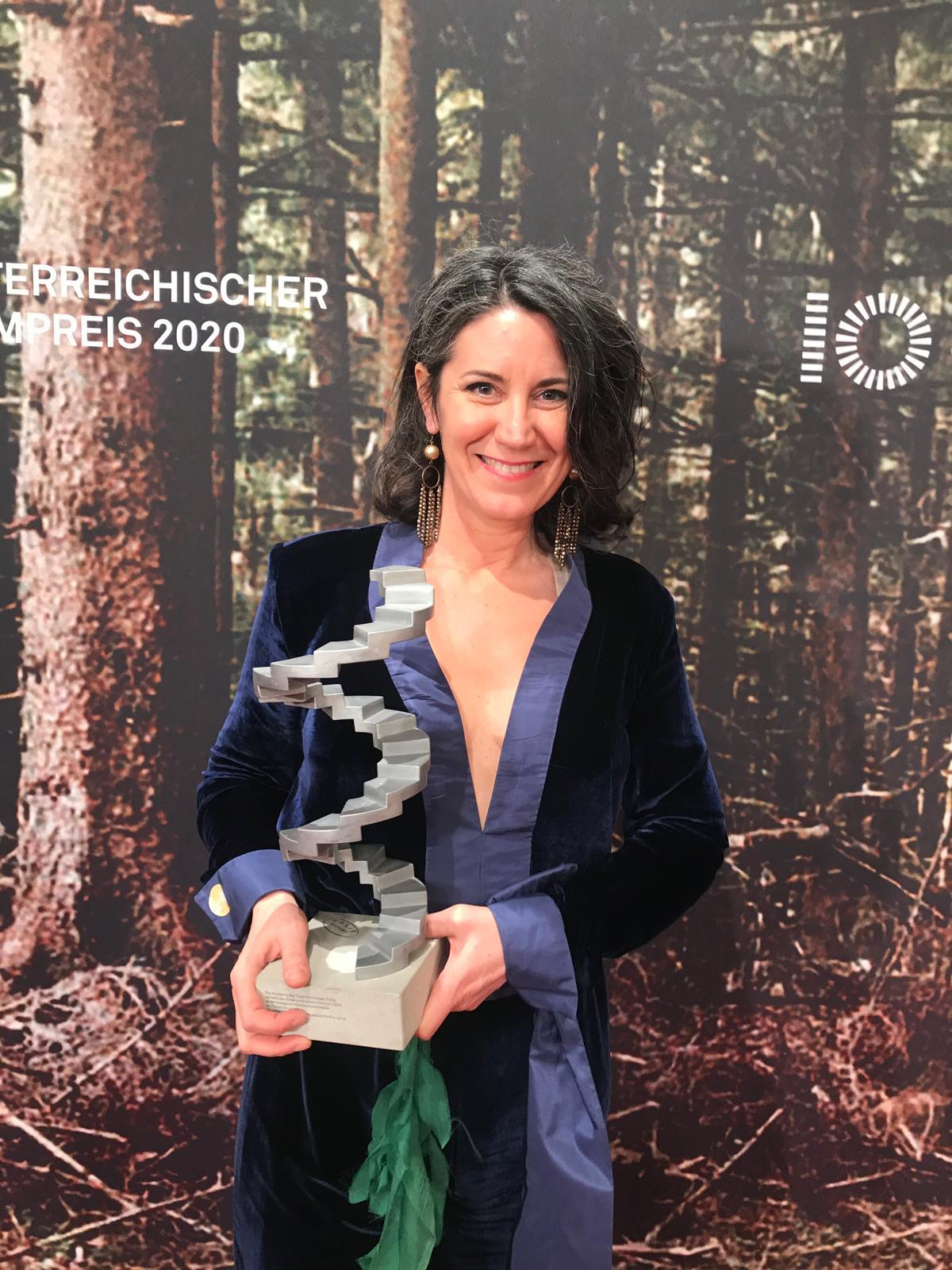
Christine Ludwig beim österreichischen Filmpreis 2020

Ludwig erhielt 2020 den österreichischen Filmpreis für das Kostümbild des Spielfilms Wie ich lernte, bei mir selbst Kind zu sein von Rupert Henning, basierend auf der 2008 erschienenen, gleichnamigen Erzählung mit autobiografischen Zügen von André Heller.

## Filmographie (Auswahl)

### Kostümbild
- 2009: 22:43 (Kino)
- 2009: Die unabsichtliche Entführung der Frau Elfriede Ott (Kino)
- 2011: Das Wunder von Kärnten (TV)
- 2011: Vier Frauen und ein Todesfall – Staffel 4 / 25–27 (TV)
- 2012: Roter Schnee (TV)
- 2012: Janus – Staffel 1 / 1–4 (TV)
- 2013: Zweisitzrakete (Kino)
- 2013: Janus – Staffel 1 / 5–7 (TV)
- 2013: Schnell ermittelt – Leben (TV)
- 2013: Hart an der Grenze (TV)
- 2014: Thank you for bombing (Kino)
- 2014: Kreuz des Südens (TV)
- 2014: Wenn du wüsstest, wie schön es hier ist (TV)
- 2014: Gemischtes Doppel (TV)
- 2015: Seit Du da bist (TV)
- 2015: Vier Frauen und ein Todesfall – Staffel 8 / 51–54 (TV)
- 2016: Tatort – Virus (TV)
- 2016: Vier Frauen und ein Todesfall – Staffel 9 / 63–66 (TV)
- 2017: Tatort – Her mit der Marie (TV)
- 2017: Wie ich lernte, bei mir selbst Kind zu sein (Kino)
- 2018: Nevrland (Kino)
- 2019: Der beste Papa der Welt (TV)
- 2019: Wiener Blut (TV)
- 2019: Glück gehabt (Kino)
- 2020: Tatort –  Pumpen (TV)
- 2020: Ziemlich russische Freunde (TV)
- 2025: Altweibersommer (Kino)

### Garderobe
- 1998: Mörderische Abfahrt (TV)
- 1999: Kaliber Deluxe (Kino)
- 2000: Sophie – Sissis kleine Schwester (TV)
- 2001: Hainburg (TV)
- 2002: Nacktschnecken (Kino)
- 2003: C(r)ook (Kino)